# Mozes Rosenberg
Mozes Rosenberg (* 1983) ist ein niederländischer Gitarrist des Gypsy-Jazz.

## Leben und Wirken
Rosenberg stammt aus einer musikalischen Familie; er ist der jüngste Bruder von Stochelo Rosenberg und wuchs von Musik umgeben auf. Er lernte Gitarre; bereits mit sieben Jahren trat er mit dem Rosenberg Trio seines Bruders in der Fernsehsendung Het vijfde uur auf. Mit 13 Jahren begegnete er Paco de Lucia; im selben Jahr nahm er auf dem North Sea Jazz Festival an einer Masterclass von Joe Zawinul teil.
2005 fand er mit dem Album Ready’n Able erstmals international Beachtung. 2009 trat er beim Festival Django Reinhardt in Samois-sur-Seine, Frankreich, im Trio mit seinen beiden Neffen Johnny Rosenberg (Rhythmusgitarre, Gesang) und Sani van Mullem (Kontrabass) erstmals erfolgreich auf. Diese Gruppe Rosenberg Van Mullem veröffentlichte 2010 ihr Debütalbum Obsession (2010); später trat sie unter dem Namen The Rosenbergs auf, 2019 auch gemeinsam mit Sandro Roy beim Festival Django Amsterdam. Giacomo Smith holte ihn als Sologitarristen für sein Album Manouche (Stunt Records 2025).
In den 2010er Jahren trat Rosenberg auch im Tcha Limberger Trio (Album Live in Foix, 2017) und mit der Rosenberg Familia (La Familia, 2015) auf.